# Битчанський Град
Битчанський Град (словац. Bytčiansky hrad) — замок в однойменному словацькому місті — Битча.

## Місцезнаходження
На Замоцькій вулиці в Битчі.

## Історія
Початковий замок був побудований в XIII столітті і належав нітрьянському єпископу. В 1563 р. замок став належати Ференцу Турзо, який в 1571—1574 рр. на місці старого готичного замку побудував ренесансний. Пізніше замок належав родинам Естергазі і Поппер.

## Цікаво
- У замку містилася резиденція Дьєрдя Турзія — Палатина Угорського королівства в 1609—1616 рр.
- 2 січня 1610 року тут відбувся суд над підручними масової вбивці графині Єлизавети Баторі.
- Сто років по тому тут служив найзнаменитіший словацький розбійник — Юрай Яношик.

## Галерея

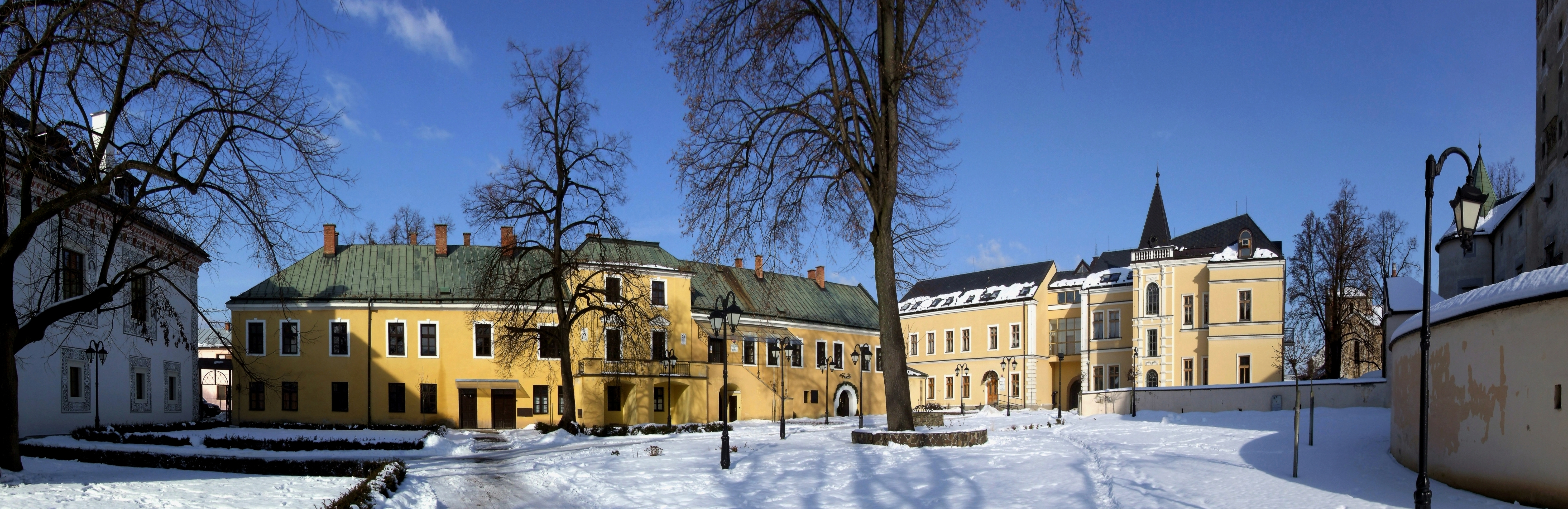
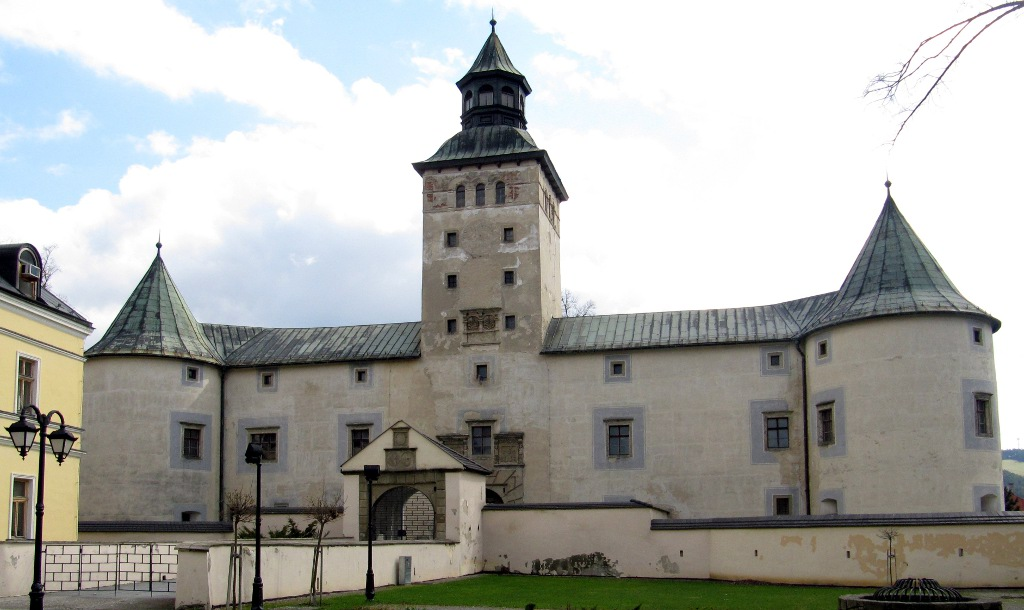